# 紅花假地藍
紅花假地藍（学名：Crotalaria chiayiana）为豆科野百合屬下的一个种。

## 扩展阅读
- 維基物種上的相關：紅花假地藍